# Campionato mondiale di hockey su ghiaccio 1974
Il campionato mondiale di hockey su ghiaccio 1974 si è svolto dal 5 al 20 aprile 1974 ad Helsinki, in Finlandia, ed è stato considerato anche come campionato europeo.
Vi hanno partecipato sei rappresentative nazionali. A trionfare è stata per tredicesima volta la nazionale sovietica.

## Nazionali partecipanti
- Cecoslovacchia
- Polonia
- Unione Sovietica
- Germania Est
- Svezia
- Finlandia

## Podio
| Pos. | Squadra          |
| ---- | ---------------- |
| 1°   | Unione Sovietica |
| 2°   | Cecoslovacchia   |
| 3°   | Svezia           |